# Broken Boy Soldiers
Broken Boy Soldiers è l'album di debutto dei The Raconteurs, uscito nel 2006.

## Tracce
1. Steady, As She Goes – 3:35
2. Hands – 4:01
3. Broken Boy Soldier – 3:02
4. Intimate Secretary – 3:30
5. Together – 3:58
6. Level – 2:21
7. Store Bought Bones – 2:25
8. Yellow Sun – 3:20
9. Call It a Day – 3:36
10. Blue Veins – 3:52

## Formazione
- Jack White - chitarra, voce
- Brendan Benson - chitarra, voce
- Jack Lawrence - basso
- Patrick Keeler - batteria